# Chiềng Phung
Chiềng Phung là một xã thuộc huyện Sông Mã, tỉnh Sơn La, Việt Nam.
Xã Chiềng Phung có diện tích 73,26 km², dân số năm 1999 là 3.834 người, mật độ dân số đạt 52 người/km².